# Friedrich Wilhelm von Grumbkow

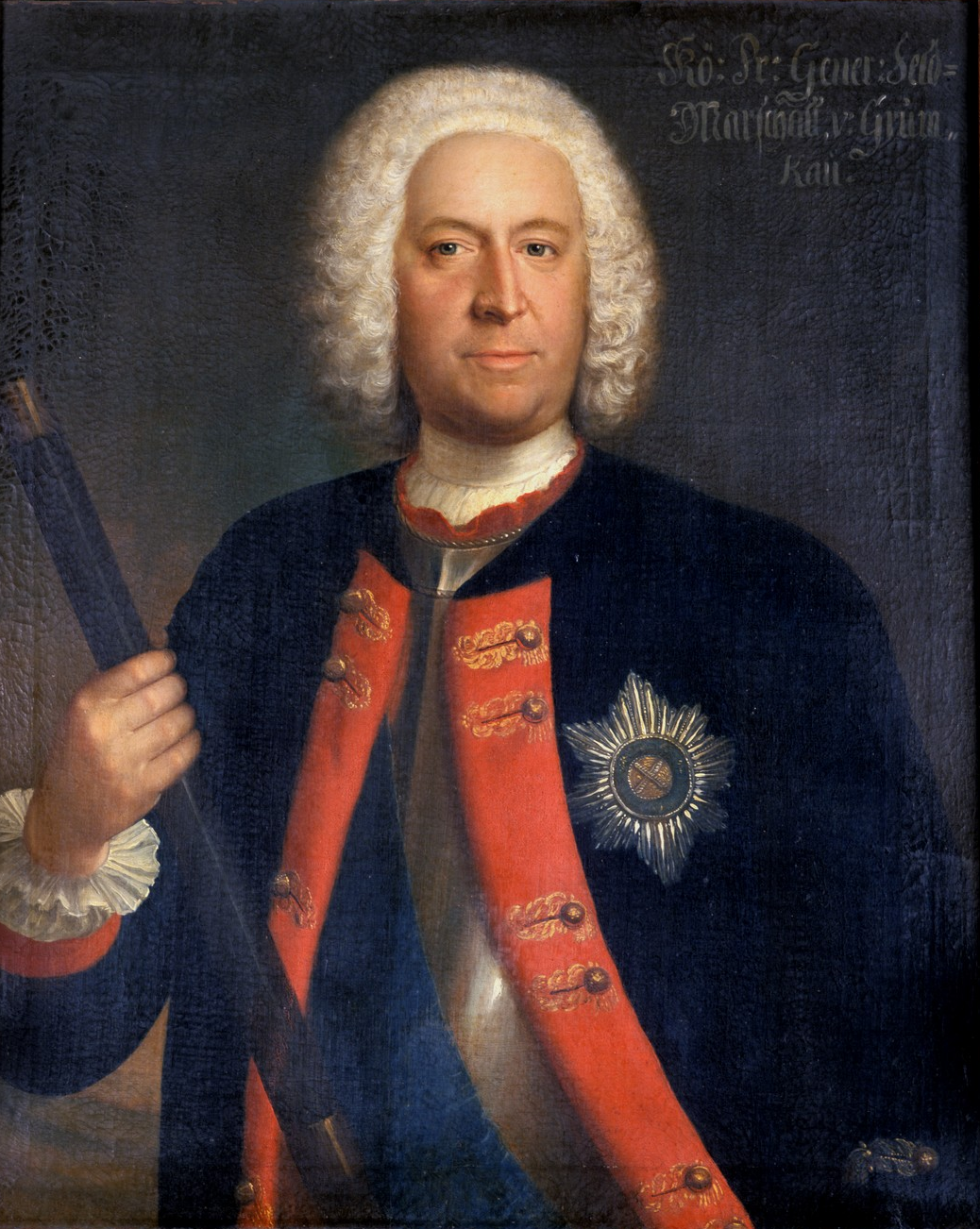
Friedrich Wilhelm von Grumbkow

Friedrich Wilhelm von Grumbkow (4 de octubre de 1678 - 18 de marzo de 1739) fue un Generalfeldmarschall y estadista prusiano.
El cultivado Grumbkow nació en Berlín como el hijo de Joachim Ernst von Grumbkow, General Ministro de Guerra de Brandeburgo-Prusia. Educado en Francia, contrajo matrimonio con Mademoiselle de la Chevalerie. Tomó parte en la Guerra de Sucesión Española, combatiendo en la batalla de Malplaquet y alcanzando el rango de Generalmajor.
El rey Federico Guillermo I de Prusia confió en Grumbkow y le nombró miembro del Consejo Privado y jefe del Generalkriegskommissariat, o Comisariado General de Guerra. Era conocido como "Biberius" por sus amigos, por su propensión al consumo de alcohol. Poseía el Petit Palais en Niederschönhausen y una casa en la Königstraße en Berlín.
Grumbkow alcanzó el nivel superior de las ramas militares y tributarias prusianas, permitiéndole ayudar a Federico Guillermo en sus esfuerzos por modernizar la administración de Prusia. Sus mejoras en el sistema tributario eran vitales para la colonización de tierras despobladas y para la gobernanza municipal. Después de la creación del Directorio General en 1723, Grumbkow se convirtió en jefe de este primer departamento. Fue promovido a Generalfeldmarschall en 1737.
Influenciado por el enviado Imperial en Berlín, Friedrich Heinrich von Seckendorff, Grumbkow advirtió a Federico Guillermo I en contra de un matrimonio entre el Príncipe de la Corona Federico con una princesa de la casa de Hannover. Sirviendo a los intereses de los Habsburgo sobre la Casa de Hohenzollern, Grumbkow profundizó en la división entre Federico Guillermo y su hijo, Federico.
Federico Guillermo toleró que Grumbkow estuviera a sueldo de Austria. En una carta al Príncipe Leopoldo I de Anhalt-Dessau, el rey escribió sobre la corrupción de Grumbkow, "Sé que él es así, pero se necesita gente así para hacer negocios con los que las personas honorables no querrían ensuciarse las manos. Consigo con él más en una hora que con otros en tres."
Federico finalmente alcanzó la reconciliación tanto con Federico Guillermo como con Grumbkow. Se refería a Grumbkow como "el casubio", debido a sus ancestros pomeranos. Grumbkow murió en Berlín en 1739, apenas un año antes que Federico Guillermo.